# Synagoga Templo Libertad w Buenos Aires
Synagoga Templo Libertad – synagoga znajdująca się Buenos Aires w Argentynie przy ulicy Libertad, w pobliżu Teatro Colón. Wybudowana została w stylu neoromańskim jej otwarcie nastąpiło w 1932. Jest siedzibą Gminy Żydowskiej Republiki Argentyny i Muzeum Historii Żydów.